# Cymen

Strukturní vzorec

Cymen, též p-cymen nebo 4-isopropyltoluen nebo 4-methylkumen (systematický název 1-methyl-4-(1-methylethyl)benzen, sumární vzorec C10H14), je přirozeně se vyskytující aromatická organická sloučenina. Je klasifikován jako uhlovodík příbuzný monoterpenům. Jeho struktura sestává z benzenového kruhu, kde jsou atomy vodíku na protilehlých koncích (poloha para) nahrazeny methylovou a isopropylovou skupinou. Je nerozpustný ve vodě, lze ho však mísit s ethanolem a diethyletherem.

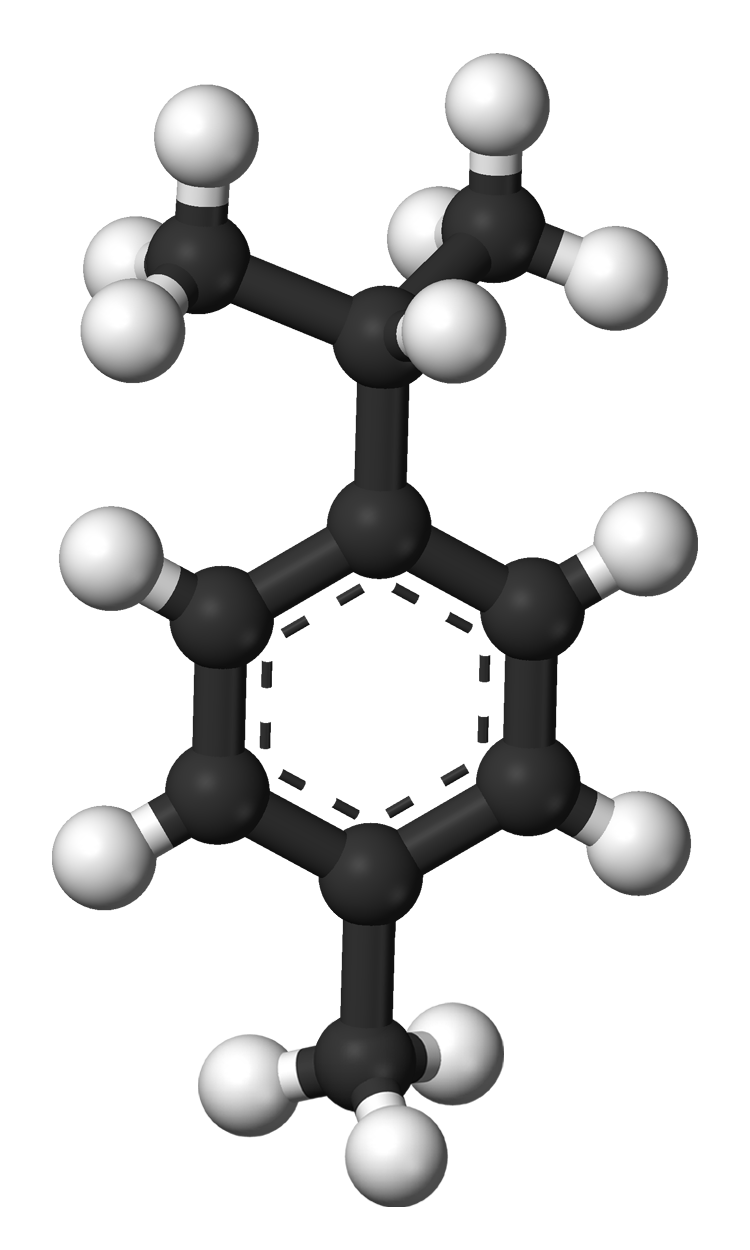
model molekuly cymenu

Cymen je významnou složkou řady esenciálních olejů, zejména oleje kmínu římského a tymiánu.
Existují dva méně obvyklé geometrické izomery. o-cymen, kde jsou alkylové skupiny v poloze ortho, a m-cymen, kde jsou v poloze meta. p-cymen je však jediným izomerem vyskytujícím se v přírodě.
Cymen je běžným ligandem pro ruthenium. Výchozí sloučeninou je [(η6-cymen)RuCl2]2. Tato polosendvičová sloučenina se připravuje reakcí chloridu ruthenitého s terpenem α-felandrenem. Je znám též komplex s osmiem.